# Казино

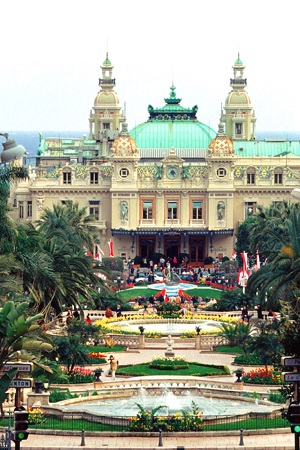
Казино в Монте-Карло

Казино́ — игорное заведение, в котором с использованием рулетки, игровых столов для карточных игр и игры в кости, игровых автоматов, а также другого игорного оборудования осуществляется проведение азартных игр с объявленным денежным или иным имущественным выигрышем. Настольная игра проводится с помощью сотрудников заведения — крупье.

## Проблемы определения
В различных словарях можно найти самые разные определения «казино». Так, в «Объяснении 25 000 иностранных слов, вошедших в употребление в русский язык, с означением их корней», изданном в 1865 году под редакцией А. Д. Михельсона, указано:

«казино» — общество в итальянских городах, собирающееся преимущественно для игры; также называется род кофейной
Это определение отражено и в итальянском слове casíno, дословно означающем «домик» (от итал. casa «дом») и в XIX веке обозначавшем здание, где проводились какие-либо развлекательные мероприятия, включая танцы, прослушивание музыки, азартные игры. В современном итальянском casíno означает «публичный дом», а для игрового заведения используется то же слово, но с ударением на последнем слоге (как и в русском языке): casinó.

## Принципы игры
Принцип большинства игр, проводящихся в казино — результат игры, для её участника зависит, прежде всего, от элемента случайности. В играх, проводящихся в казино, казино может выступать как собственно организатор (рулетка, блек-джек, крэпс), так и как обслуживающая сторона (Техасский покер, Омаха покер, баккара и т. д.).
В большинстве казино мира игровые залы делятся на два типа: зал традиционных игр и игровой зал. Игры, получившие наибольшую популярность в казино различных стран мира: рулетка, блек-джек, покер, баккара, пунто-банко, крэпс, игровые автоматы и т. д.

## История
Происхождение казино датировать достаточно сложно. Практически в каждой культуре присутствуют упоминания об игорных заведениях: в азартные игры играли в Древней Греции и Риме, в Английской республике и наполеоновской Франции. Задолго до нашей эры существовали игорные заведения в Китае.
Первым казино Европы считается Ридотто, открытое в 1638 году в Венеции. По приказу правительства в левом крыле церкви Моисея был открыт игорный дом с целью контроля азартных игр, проходящих во время большого весеннего карнавала. В Ридотто был введен строгий дресс-код и высокие ставки для того, чтобы ограничить круг игроков представителями аристократии. Казино, закрытое в 1774 году под давлением ревнителей благочестия, было возобновлено в 1946 году во дворце Вендраминов.
Есть в Венецы один дом, который называется по-италиянски редута, зделана для того, что в том доме играют в карты в золотые червонные и во всякую монету. В том доме много великих полат, в которых зело много поставлено столов неболших; и за всяким столом сидят по одному человеку, а на столах влежит много золотых червонных: одинаких, и двойных, и тройных, и десятерных, и ефимков, и дукатов, и шкудов, и филипов, и иных всяких манет розных — и карт много, целных и драных. И кто хочет, пришед к тому столу, играет с тем человеком, которой за тем столом сидит; а игра их особая, называется басета, и карты венецкие особые ж.
В той игре никому неволи никакой нет: иж кто проиграл или выиграл и не похотел болши играть, в том ему свобода. В тот дом приходят много честных людей; и жены, и девицы ходят играть невозбранно и беззазорно в машкарах и играют молча, для того что ни подбору в картах, ни обману, ни обчету в денгах отнюдь не бывает. И мне случилось в том доме быть и видеть такую притчину, что одна девица выиграла на одну карту 4 000 червонных золотых и, взяв их, пошла вон невозбранно, не хотя болши играть, и ни от кого ещё на игру приневолена не была.
В том доме в малые часы многие проигрывают и выигрывают тысечи; бывает временем, что один человек в скорые часы проиграет или выиграет 20 000 или 30 000 червонных золотых и болши, для того что в том доме бывает на столах многие тысечи червонных золотых и иных всяких манет; а болши в том доме бывает игрецов и денег во время карнавала, для того что многие приходят играть без зазору в машкарах.
Во Франции первое игорное заведение было открыто по распоряжению кардинала Джулио Мазарини для пополнения казны Людовика XIV. Тогда же во Франции появились первые столы для игры в рулетку. Рулетка, изобретение которой приписывают попеременно Блезу Паскалю и Франсуа Блану, достаточно быстро завоевала Европу — уже в 1780 году практически ни один игорный дом не мог обойтись без неё.

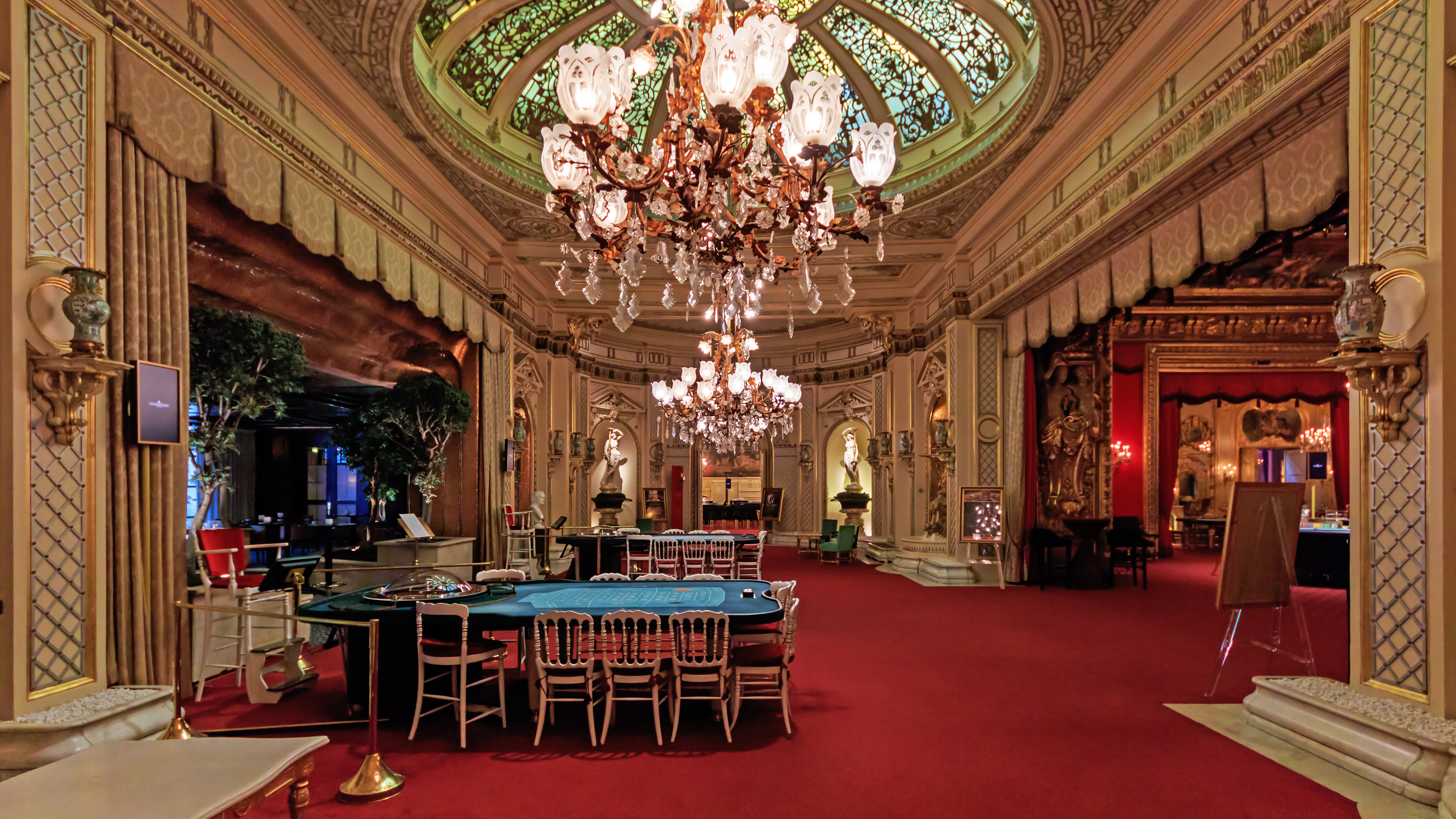
Один из игровых залов казино в Баден-Бадене (Германия)

В первой половине XIX века появляется несколько крупных игорных заведений в Великобритании, Германии, Италии. В казино на «водах» (в Пирмонте, Баден-Бадене, Карлсбаде) дворяне спускали огромные состояния. Игра в фараон стала причиной разорения многих знатных семейств в разных странах Европы. Гипнотическое притяжение карточной игры, впервые описанное в новелле Гофмана «Счастье игрока», стало излюбленной темой литературы в жанре романтизма.
Европейские правительства пытались ограничить пагубное воздействие казино и вводило запреты на азартные игры. 24 июня 1806 года император Наполеон запретил игорные дома на всей территории Франции, кроме Парижа и городов, где есть минеральные воды. В Париже игорные дома, рассчитанные на самый разный кошелёк, были сосредоточены в Пале-Рояле.
Практически все казино Европы были закрыты к 1873 году. Тогда столицей азартных игр становится Монте-Карло на территории княжества Монако, которое не считало нужным вводить какие бы то ни было запреты.
Классики русской литературы 19-го века любили проводить время в казино. Заядлыми картежниками в свое время были: Л.Н. Толстой, Ф.М. Достоевский, И.С. Тургенев, Н.В. Гоголь, И.А. Гончаров и П.А. Вяземский. Они часто проводили время в игорных домах Баден-Бадена. В немецком городе Висбадене даже установлена на средства местного казино статуя Достоевскому. Писатель удостоился подобной чести не за литературные таланты, а за тот огромный вклад, который он сделал в развитие игорного бизнеса в данном городе.
В США первые игорные заведения появляются лишь в начале XIX века. Центром азартных игр становится сначала город Новый Орлеан, после — Сент-Луис, Чикаго и Сан-Франциско. Роль казино выполняют салуны. Азартные игры начинают процветать, особой популярностью пользуется блек-джек и покер. Приход к власти президента Эндрю Джексона и его запрет на существование игорных заведений почти на десять лет наделяет большинство казино нелегальным статусом. К началу XX века запрет на игорный бизнес вступает в силу практически во всех штатах. Исключением оказывается Невада, в Лас-Вегасе и Рино начинают строить игорные дома. Игорные заведения перемещаются на Кубу, где основными посетителями были граждане США. До середины 40-х годов на территории Вегаса размещаются лишь мелкие казино и отели. В 1946 году открывается игорный комплекс Багси Сигела Фламинго, который закладывает первый камень в строительство одного из мировых игорных центров. В 1978 году лицензию на открытие казино получает Атлантик-Сити, который на сегодняшний день занимает второе место после Лас-Вегаса среди азартных городов США.

## Система безопасности
Во избежание каких-либо случаев мошенничества или скандалов за посетителями казино в каждой игре наблюдают инспекторы, пит-боссы и менеджереы. Также в каждом казино действует система видеонаблюдения и работает служба безопасности, выдворяющая нарушителей правил. Отдельным лицам может быть запрещён вход в казино за грубые нарушения. В структурах служб безопасности наиболее крупных казино мира работают люди из «группы запоминания», которые обладают фотографической памятью на лица и способны опознать любого человека — в том числе того, кто когда-то был внесён в чёрный список, но попытался обманным путём пройти в казино.
Согласно журналисту Илье Нагибину, в казино Монте-Карло работал некогда человек по фамилии ле Брок, который помнил в лицо не менее 60 тысяч посетителей и мог назвать не менее половины из них поимённо. В 1920-е годы начинавший работу Ле Брок стал свидетелем того, как 18-летний американец проиграл большое количество денег и, не заплатив долг, скрылся из казино. Спустя более 30 лет в это же казино, где всё ещё работал Ле Брок, пришёл солидный американец, желавший поиграть и имевший большое состояние, однако Ле Брок опознал в нём моментально должника. Потребовав от него заплатить старый долг с процентами, который вырос до огромной суммы к тому моменту, он официально внёс его в чёрный список, пожизненно запретив ему входить в казино.

## Казино по странам

### В России
18 апреля 1991 года в Москве открылось первое рублёвое казино для простых людей — «Клуб N»; но уже позже открылись заведения для публики побогаче, например, «Golden Palace», «Метелица», «Шангри Ла» и «Черри Казино».
В России в первую половину 2000-х годов наблюдался настоящий бум игорного дела — в стране функционировало около тысячи казино. Однако 20 декабря 2006 года в России был принят Федеральный закон № 244 о регулировании игорного бизнеса, согласно которому все заведения, предоставляющие сервис азартных игр (кроме лотерейных и букмекерских контор), должны были быть вынесены из городов в четыре специальные игорные зоны: Янтарная (Калининградская область), Сибирская Монета (Алтайский край), Приморье (Приморский край) и Азов-Сити (Краснодарский край, Ростовская область, Крым).
Так как с 1 июля 2009 года Федеральный Закон № 244 полностью вступил в силу, казино не смогли легально существовать нигде в России, кроме игорных зон. На момент закрытия игорного бизнеса в Москве работало 33 казино.

#### Нелегальные казино
С 1 июля 2009 г. в Российской Федерации во всех регионах, включая Москву и Санкт-Петербург, часть казино полностью перешла на нелегальное положение. В некоторых регионах были случаи открытия новых подпольных казино.
Практика проявила четыре основных вариации нелегального казино:
- «Интернет-клуб», хотя собственно доступ в сеть Интернет присутствует как таковой лишь в малой части указанных заведений.    Архивная копия от 6 марта 2016 на Wayback Machine
- «Стимулирующая лотерея». Данная схема использует незакрытую лазейку в законе, позволяющую использовать лотерейное оборудование (коим являются переделанные игровые автоматы) для розыгрыша для каждого игрока индивидуально. Существует 2 варианта реализации:
  - Обычная лотерея + стимулирующая лотерея: новому игроку предлагается купить на 100—500 рублей лотерейных билетов и та же сумма «набивается» на автомат.
  - Если действует Единый налог на вменённый доход, то на практике используется схема «Купите коробку спичек за 100 рублей — получите 100 очков».
- Полулотерейный автомат: берётся катушка или подобное устройство с машиночитаемыми лотерейными «квитанциями» («билеты» не хранятся в памяти компьютера, чтобы не было явного противоречия законодательству). Игроку выдаётся изображение, аналогичное игровому автомату.
- Подпольное казино как таковое.

### На Украине
15 мая 2009 года на Украине Верховная рада принимает закон «О Запрете игорного бизнеса на Украине».
В законе уточняется термин игорный бизнес, к которому относят деятельность по организации, проведению и представлению возможности доступа к азартным играм в казино, на игровых автоматах, компьютерных симуляторах, в букмекерских конторах, в интерактивных заведениях, в интернет казино не зависимо от места расположения сервера.
В марте 2017 года, по результатам опроса, проведённого социологической группой Рейтинг Архивная копия от 28 июля 2019 на Wayback Machine, лишь 17 % считают, что запрет игорного бизнеса оказался успешным, 71 % украинцев считает, что он оказался скорее или полностью неуспешным.
С момента вступлении в силу закона о запрете, игорный бизнес на Украине не смог существовать, но реалии говорят о другом — на начало 2017 года на Украине сложилась парадоксальная ситуация: юридически игорный бизнес в стране запрещён, но фактически, он процветает в виде «Лото Маркетов», залов «Национальной Лотереи», «Интернет-клубов» и «Интернет-кафе».
В 2020 году эта проблему решили искоренять постоянными проверками таких заведений и выведением этой части экономики из тени. 13 августа 2020 года был принят закон № 768-ІХ «О госрегулировании организации и проведения азартных развлечений» который регулирует организацию игорной деятельности в Украине. Теперь для проведения азартных игр на территории Украины выдаются специальные лицензии сроком на 5 лет. Стоимость лицензии для наземных игорных заведений составляет от 7 500 (залы автоматов) до 30-60 тыс. минимальных заработных плат (в зависимости от города размещения объекта). Плюс ежегодные доплаты от 6 до 175 минимальных заработных плат.
Кроме легализации так же ужесточили и наказание за незаконную организацию и ведение игорной деятельности в Украине. Согласно новому закону предусмотрено лишение свободы на срок более 6 лет, а для людей из правоохранительной органов более 10 лет.

### В Казахстане
В Казахстане с 1 апреля 2007 г. вступил в действие закон «Об игорном бизнесе», согласно которому во всех городах (исключение составляют Конаев и Щучинск) закрыты все казино и игровые автоматы. В 2008 г. открылось первое легальное казино Казахстана, расположившееся в игорной зоне в Капчагае. По состоянию на середину 2010 года уже в обеих игорных зонах работают несколько казино.

### В США

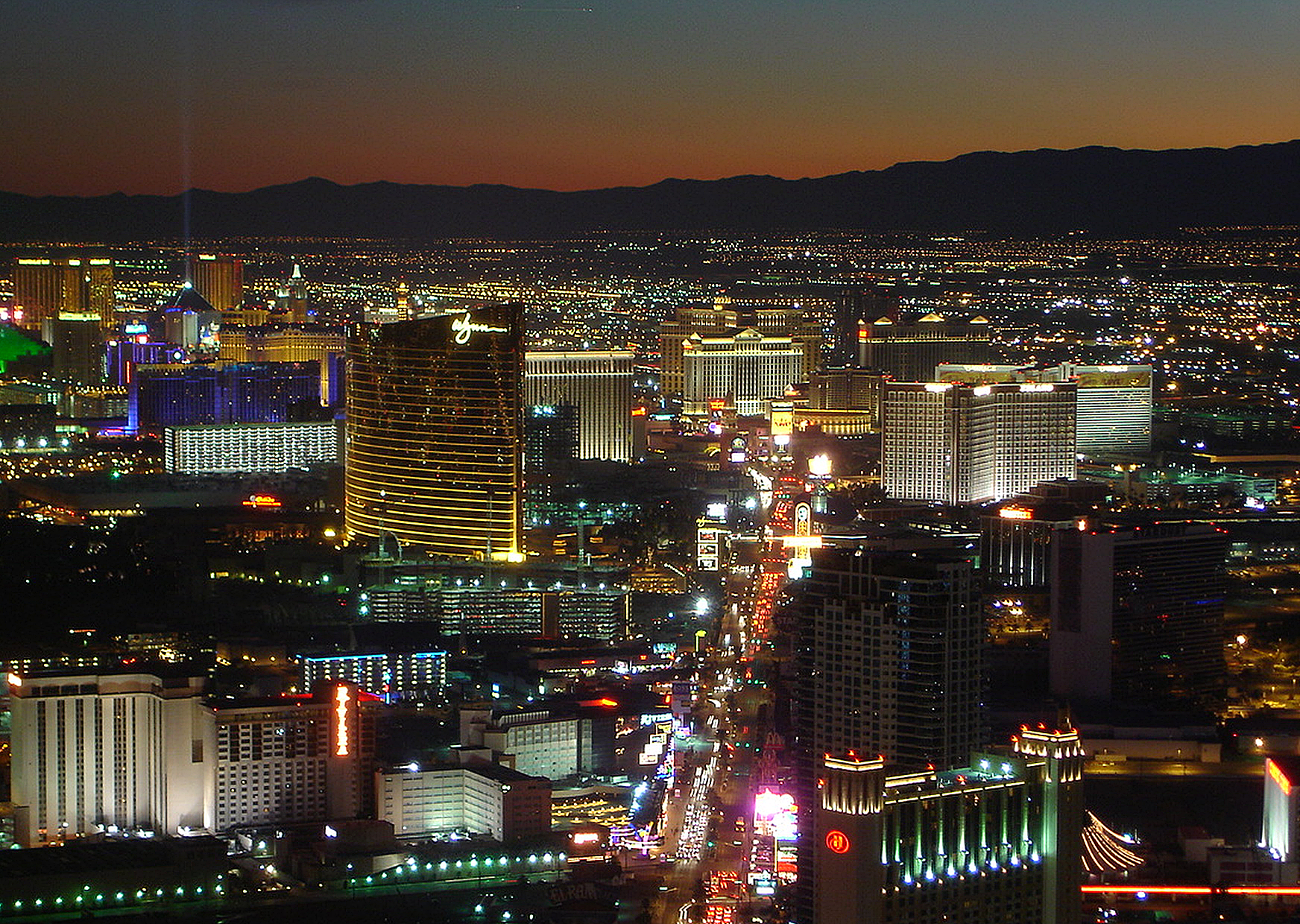
Лас-Вегас-Стрип

Правовое регулирование игорного бизнеса всегда входило и входит в компетенцию властей штата, федеральные власти, как правило, этому не препятствуют. Об этом, в частности, говорит глава 15 (параграф 3001 (1)) Свода законов Соединённых Штатов Америки, согласно которой вопросы определения видов азартных игр, организация и проведение которых допускается в пределах штатов, а также возраст участников азартных игр находится в ведении штатов. Федеральные власти в регулирование игорного бизнеса вмешивались всего несколько раз. В 1951 году в стране принимается закон «О транспортировке игровых устройств», в 1961 году — закон «О путешествиях», в 1970 году — закон «О незаконном игорном бизнесе» и в 2000 году — закон «О скачках». Так, например, в соответствии с законом «О транспортировке игровых устройств» (закон Джонсона) запрещается перемещение игровых автоматов между штатами, в которых они находятся под запретом. Помимо этого закон предусматривает прохождение процедуры регистрации всех компаний производителей и продавцов игорного оборудования, осуществляющих свою деятельность на территории Соединенных Штатов Америки в министерстве юстиции США.
В некоторых штатах игорной деятельностью могут заниматься лишь представители коренного населения Америки — индейцы. Казино в индейских резервациях начинают появляться с 1989 г., после того, как 17 октября 1988 г. Конгресс США принял закон о регулировании игорной деятельности индейских племен, установивший минимальные ограничения на занятие игорным бизнесом
Казино легально действуют в штате Невада (во всех населённых пунктах, включая Лас-Вегас, Рино и Карсон-Сити), а также в Атлантик-Сити (Нью-Джерси) и в штате Арканзас. Помимо этого, на всей территории страны работают игорные заведения в индейских резервациях (более 400 казино), что, однако, имеет и негативные последствия. Часть плавучих казино расположена по реке Миссисипи и её притоках, из крупных морских портов постоянно ходят круизные лайнеры с казино на борту.
К 1994 году практически все штаты легализовали те или иные формы азартных игр. Казино, как и остальной игорный бизнес, полностью запрещен лишь в 2-х штатах: Юта и Гавайи.

### В Грузии
На территории Грузии легально действуют не только оффлайн, но и онлайн казино. В стране нет жестких ограничений, однако все онлайн-площадки и оффлайн казино проходят тщательный отбор местными властями — лицензию в стране получить достаточно трудно, если компания не соответствует требованиям. В числе последних — доказательство, что все автоматы работают корректно и используют генераторы случайных чисел.

## Критика казино
Казино и игорные дома часто сталкиваются с критикой со стороны общественности, поскольку частое посещение казино приводит к появлению игорной зависимости. В её крайних проявлениях человек перестаёт контролировать себя и проигрывает огромные суммы денег. Наиболее подвержены этому оказываются зачастую малоимущие люди, пенсионеры и прочие, обманутые иллюзией внезапного быстрого обогащения. Нередко можно услышать и критические высказывания чиновников и средств массовой информации в адрес казино.

## Автоматизация казино
Для повышения эффективности управления в казино используются различные системы автоматизации. Каждая из этих систем имеет свои особенности и возможности. Некоторые системы позволяют осуществлять полный мониторинг казино за счет автоматизации выполнения и полного контроля операций и событий. Скрипты казино, которые используют мошенники для быстрого обогащения, часто легко доступны в сети, редактируя которые, отдельные креативные личности при этом могут умело копировать легальное европейское казино тем самым вводя в заблуждение других людей. Для большей безопасности всегда следует проверять адрес сайта, особенно в момент пополнения баланса, и при малейших неточностях покидать игорное заведение и блокировать его. 

## Интернет-казино
С развитием компьютерных технологий и ростом числа пользователей Интернета все большую популярность стали приобретать интернет-казино. Это направление индустрии развлечений сегодня продолжает развиваться бурными темпами. Этому способствуют ряд факторов:
- Удобство. Отсутствует необходимость куда-либо ехать. Для игры необходимо лишь наличие компьютера и выхода в Интернет.
- Аудитория. В одном интернет-казино одновременно могут играть десятки и даже сотни тысяч игроков. В традиционных казино численность посетителей ограничена площадью игровых залов и количеством мест за игорными столами и игровыми автоматами casino-e.
- Рентабельность. Первоначальные инвестиции и текущие расходы у интернет-казино значительно ниже, нежели у традиционных игорных заведений.
- Разнообразие онлайн-игр: слоты, карточные игры, рулетки, джекпоты, игры с живыми дилерами.

Однако интернет-казино не лишены недостатков, среди которых можно выделить следующие:
- Компьютерная безопасность. Так как для игры в онлайн-казино требуется подключение к Интернету, существует вероятность кражи персональных данных, данных банковских карт. Поэтому, как и во многих других операциях в сети, рекомендуется использовать карты, специально созданные для этой цели, только для внесения и вывода средств. Остальное время карту рекомендуется держать пустой.
- Честность. В силу специфики взаимодействия интернет-казино и игроков посредством компьютерных сетей доказать нечестность игры куда сложнее, чем в случае с традиционным казино.
- Расчеты с игроками. Нередко перевод средств на счет игрока занимает от нескольких часов до нескольких дней.
- Технические проблемы. Игра может быть в любой момент прервана из возникших проблем с соединением. Работа интернет-казино может быть нарушена в результате действий крэкеров (DDoS-атака). Также эти атаки могут быть имитированы недобросовестными казино, преследуя свои цели. Будьте ответственны, выводите средства со счета, оставляйте необходимый вам минимум.
- Законодательство. Деятельность интернет-казино зачастую слабее регламентирована действующим законодательством, нежели традиционных казино, а в ряде стран значительно ограничена или вовсе запрещена. К этим странам относится и Российская Федерация.

Однако, несмотря на все недостатки, сфера азартных игр онлайн активно развивается. Сегодня доходы ряда крупнейших онлайн-казино сравнимы с доходами крупных традиционных казино. В последнее время значительную роль в развитии интернет-казино сыграли социальные сети и магазины приложений.
Благодаря многочисленным программным решениям интернет-казино доступно не только, как средство досуга, но и в качестве высокодоходного бизнеса. Многие разработчики игорных платформ предлагают каждому возможность открыть онлайн-казино по схеме White Label, что требует вложений в сотни тысяч раз меньших, чем для организации аналогичного бизнеса в оффлайне.